# 甲賀市立甲南第二小学校
甲賀市立甲南第二小学校（こうかしりつ こうなんだいにしょうがっこう）は、滋賀県甲賀市にある市立の小学校。

## 所在地
- 滋賀県甲賀市甲南町杉谷2046番地[1]

## 沿革
- 明治7年8月1日 - 昇道学校が設立[2]
- 明治12年8月 - 杉谷学校に改称
- 明治19年9月 - 尋常科杉谷小学校に改称
- 明治22年4月 - 尋常科杉谷小学校、尋常科竜法師小学校、簡易科市原小学校が合併し尋常科南杣小学校に改称
- 明治25年4月 - 南杣尋常小学校に改称
- 大正11年4月1日 - 南杣尋常高等小学校に改称
- 昭和16年 - 南杣国民学校に改称
- 昭和18年2月11日 - 甲南南杣国民学校に改称
- 昭和22年4月1日 - 甲南町立甲南南杣小学校に改称
- 昭和22年6月1日 - 甲南町立第二小学校に改称
- 平成16年10月1日 - 甲賀市立甲南第二小学校に改称

## 校区
この小学校の校区は以下の通り。
甲南町杉谷、甲南町新治、甲南町塩野、甲南町市原

## 学校教育目標
生きる力みなぎり自立できる南そまっ子の育成

## 学校の特徴
- ふるさとを大好きといえる南杣っ子の育成[5]

- 豊かな地域の自然・歴史に学ぶ 「ふるさとの自然大好き」
  - 新田学習（全校）
  - ホタル学習（4年）
  - 青い目の人形、ふるさと歴史学習（1、6年）

- 地域の人とのふれあいを通して学ぶ 「ふるさとの人大好き」
  - 伝統野菜「杉谷ナス」栽培（3年）、米作り（5年）、さつまいも栽培（全校）
  - ○○名人に学ぶ活動